# Hail Weston
Hail Weston est une paroisse civile et un village du Cambridgeshire, en Angleterre.